# 宗像大社
宗像大社（日语：むなかたたいしゃ）是位於日本福岡縣宗像市的神社，為式內社（名神大社），舊社格為官幣大社（現神社本廳的別表神社）。日本全國約七千餘座宗像神社、嚴島神社及奉祀宗像三女神的神社之總本宮，也可視為日本全國辯天樣之總本宮。
在2009年（平成21年），作為「宗像・沖之島和關連遺産群」的構成遺産之一，在世界遺産暫定名單追加掲載。2017年正式被列入世界文化遺產。

## 概要
「宗像大社」是沖之島的沖津宮、筑前大島的中津宮、宗像市田島的邊津宮三社之總稱。三神社各自奉祀以下之神，總稱宗像三女神（或稱宗像三神）。
- 沖津宮（おきつみや） : 田心姬神
- 中津宮（なかつみや） : 湍津姬神
- 邊津宮（へつみや） : 市杵島姬神

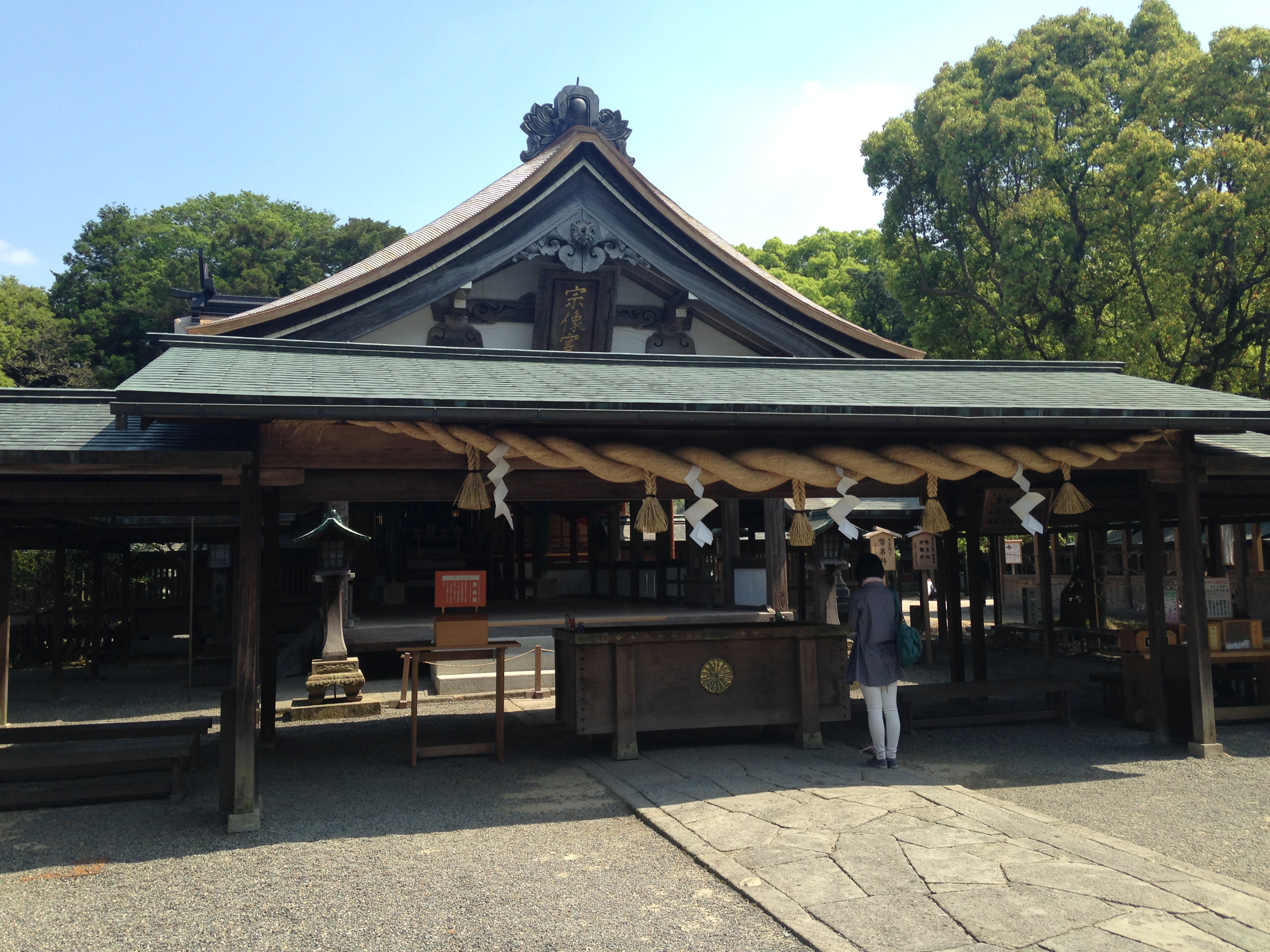
邊津宮
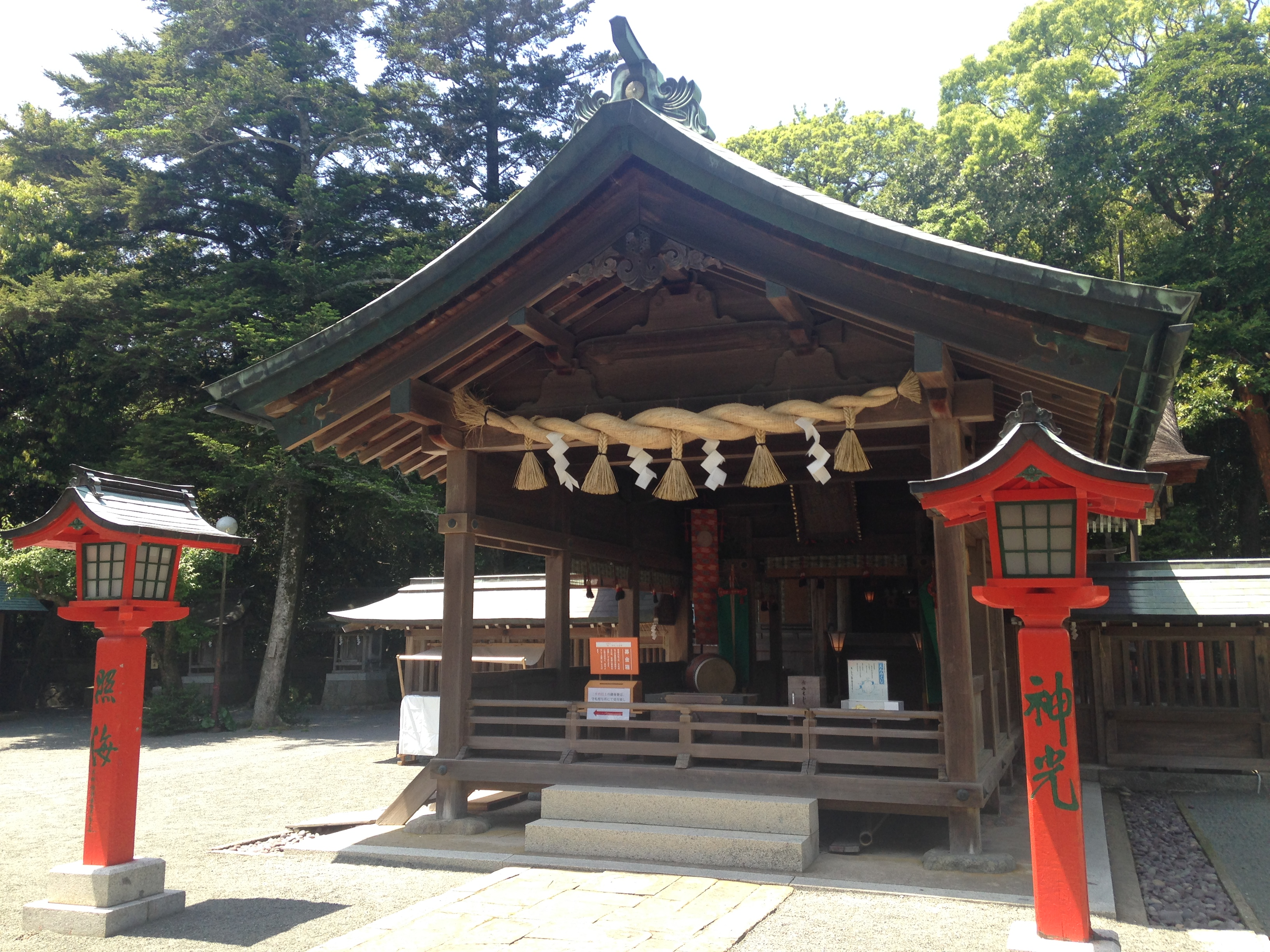
中津宮
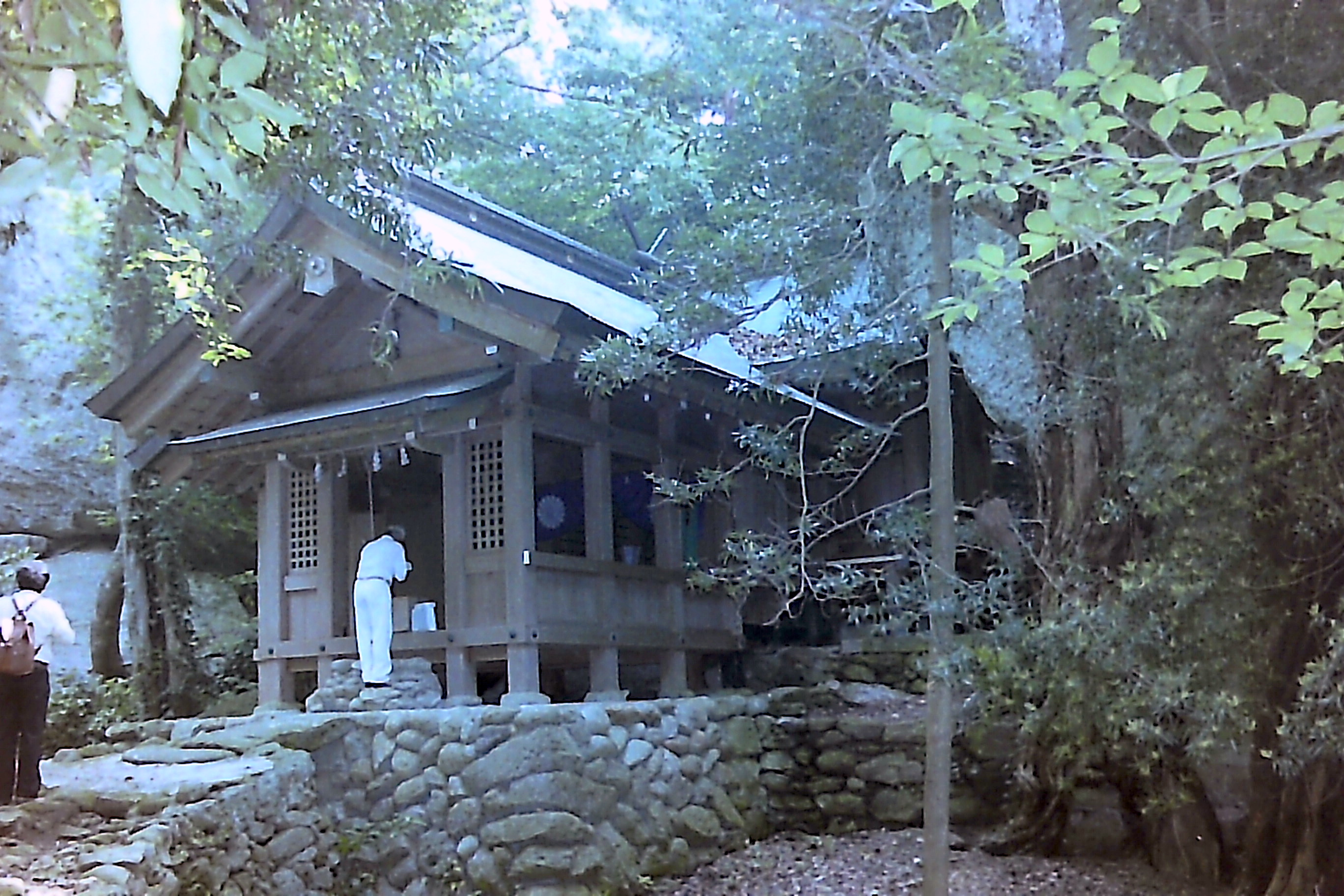
沖津宮

## 關連項目
- 宗像神社
- 宗像三女神

## 外部連結
- 宗像大社（页面存档备份，存于）